# トメジョーソ
トメジョーソ（Tomelloso）は、スペイン・カスティーリャ＝ラ・マンチャ州シウダー・レアル県のムニシピオ（基礎自治体）。ラ・マンチャ地方の中央部に位置し、ラ・マンチャ（La Mancha）地域の中心自治体で、同地域は州内で8番目の人口規模である。

## 地理
北はペドロ・ムーニョスとアレナーレス・デ・サン・グレゴリオと、東はソクエジャモスと、南はアルガマシージャ・デ・アルバとアランブラと、そして西はカンポ・デ・クリプターナとアルカサル・デ・サン・フアンの各自治体と隣接する。

### 人口
| トメジョーソの人口推移 1900－2010                       |
|                                                         |
| 出典:INE（スペイン国立統計局）1900年 - 1991年、1996年 - |

## 政治
自治体首長はカスティーリャ＝ラ・マンチャ国民党（Partido Popular de Castilla-La Mancha、PPCLM）のカルロス・マヌエル・コティージャス・ロペス（Carlos Manuel Cotillas López）で、自治体評議員は、カスティーリャ＝ラ・マンチャ国民党：13、カスティーリャ＝ラ・マンチャ社会党（Partido Socialista de Castilla-La Mancha、PSCM-PSOE）：7、ユニオン、進歩と民主主義（UPyD）：1となっている（2011年5月22日の自治体選挙結果、得票順）
| 1999年6月13日自治体選挙 |        |        |          |
| 政党                    | 得票数 | 得票率 | 獲得議席 |
| PP                      | 7,730  | 52.75% | 11       |
| PSOE                    | 6,485  | 44.26% | 10       |

| 2003年5月25日自治体選挙 |        |        |          |
| 政党                    | 得票数 | 得票率 | 獲得議席 |
| PP                      | 8,394  | 52.91% | 12       |
| PSOE                    | 6,531  | 41.17% | 9        |
| PADE                    | 480    | 3.03%  | 0        |

| 2007年5月27日自治体選挙 |        |        |          |
| 政党                    | 得票数 | 得票率 | 獲得議席 |
| PP                      | 8,432  | 58.00% | 13       |
| PSOE                    | 4,449  | 30.60% | 7        |
| IU                      | 1,268  | 8.72%  | 1        |

| 2011年5月22日自治体選挙 |        |        |          |
| 政党                    | 得票数 | 得票率 | 獲得議席 |
| PP                      | 9,409  | 55.83% | 13       |
| PSOE                    | 5,538  | 32.86% | 7        |
| UPyD                    | 893    | 5.30%  | 1        |
| IU                      | 664    | 3.94%  | 0        |

### 司法行政
トメジョーソはトメジョーソ司法管轄区に属し、同管轄区の中心自治体である。

## 名所・史跡
- ポサーダ・デ・ロス・ポルターレス（Posada de los Portales） - スペイン広場にあるかつての宿屋。17世紀後半に、馬に乗って旅をする旅人のための宿として作られ、1960年代まで使われていた。建物は4本の柱と2本の支柱によって支えられた、張り出しポーチを原形のまま保っている。階上の2階、3階部分には木造のバルコニーがある。また、内部には、大きなマントルピースを備えた台所があり、当時の様々な道具類が保存されている。現在展示施設として使用されている。

## 出身著名人
- アントーニオ・ロペス・ガルシーア （1936 - ） - 画家、彫刻家。